# Шкаруба, Константин Фёдорович
Константин Фёдорович Шкаруба (6 апреля 1915 — 14 марта 1954) — советский лётчик торпедоносной авиации в годы Великой Отечественной войны, Герой Советского Союза (19.08.1944). Гвардии майор (8.05.1947).

## Биография
Родился 6 апреля 1915 года в селе Козёл, ныне посёлок городского типа Михайло-Коцюбинское Черниговского района Черниговской области Украины в крестьянской семье. Украинец. После окончания школы в 1933 году учился в Житомирском педагогическом институте, но окончил только первый курс.
В Красной Армии с 1934 года, направлен на службу в авиацию при призыву ЦК ВКП(б). В 1938 году окончил 8-ю военную школу пилотов в Одессе. Служил в авиации Балтийского флота, затем переведён в ВВС Тихоокеанского флота. Там служил в 27-й отдельной эскадрилье, в 4-м, 50-м и в 49-м авиаполках на должностях лётчика, с сентября 1939 — старшего лётчика, с апреля 1941 года — командира звена, с июля 1942 — заместителя командира эскадрильи. Член ВКП(б) с 1941 года.
В ноябре 1942 года произошла авария бомбардировщика ДБ-3 под его управлением, был обвинён в халатности, повлекшей эту аварию, отстранён от лётной работы и направлен на Северный флот для зачисления в морскую пехоту.
В боях Великой Отечественной войны с декабря 1942 года. Когда К. Шкаруба прибыл в распоряжение Военного Совета Северного флота, командование сочло неправильным направлять подготовленного опытного лётчика на передовую, он был зачислен в 24-й минно-торпедный авиационный полк ВВС (вскоре, приказом Наркома ВМФ СССР № 190 от 31 мая 1943 года, за мужество и героизм, проявленные в боях личным составом полка, полку было присвоено гвардейское звание и он был переименован в 9-й гвардейский минно-торпедный авиационный полк ВВС и за ним было сохранено его воинское звание, но в должности его понизили до младшего лётчика. В конце декабря он совершил свой первый боевой вылет, а к 1 апреля 1943 года на его счету было уже 13 боевых вылетов на торпедирование. 27 февраля в Конгс-фьорде он в паре топит транспорт водоизмещением 14 000 тонн, а 29 марта 1943 года в Вес-фьорде при атаке конвоя из двух транспортов в сопровождении 4 сторожевых кораблей прямым попаданием торпеды повредил ещё один транспорт водоизмещением в 11 000—12 000 тонн.
Вслед за боевыми успехами лётчик быстро повторно прошёл и ступени командной лестницы: в конце февраля 1943 года стал командиром звена, а в октябре 1943 — вновь стал заместителем командира эскадрильи.
Заместитель командира эскадрильи 9-го гвардейского минно-торпедного авиационного полка 5-й минно-торпедной авиационной дивизии Военно-воздушных сил Северного флота гвардии капитан К. Ф. Шкаруба к июлю 1944 года совершил 62 боевых вылета. Потопил лично 2 транспорта общим водоизмещением 18 тысяч тонн, 1 транспорт в паре и в группе 5 транспортов и миноносец противника. Ещё 1 транспорт повредил в группе. Произвёл 8 минных постановок у немецких баз в Норвегии.
Указом Президиума Верховного Совета СССР от 19 августа 1944 года за образцовое выполнение боевых заданий командования на фронте борьбы с немецко-фашистскими захватчиками и проявленные при этом отвагу и геройство, гвардии капитану Шкарубе Константину Фёдоровичу присвоено звание Героя Советского Союза с вручением ордена Ленина и медали «Золотая Звезда».
К Победе имел на боевом счету 73 боевых вылета.
После войны продолжал службу в ВМФ СССР. С июля 1945 года — лётчик-инструктор 4-го Военно-морского авиационного училища (Адлер). В 1948 году окончил Высшие офицерские курсы авиации ВМС СССР (Рига). С 1948 года — командир транспортной эскадрильи в военно-морской авиации. С июля 1950 года майор К. Ф. Шкаруба — в запасе. Жил в городе Риге. Умер 14 марта 1954 года. Похоронен на кладбище Райниса.

## Награды
- Герой Советского Союза (19.08.1944)
- Орден Ленина (19.08.1944)
- Три ордена Красного Знамени (2.04.1943, 30.04.1944, 26.06.1944)
- Орден Красной Звезды (15.11.1950)
- Медаль «За боевые заслуги» (3.11.1944)
- Медаль «За оборону Советского Заполярья»
- Ряд других медалей СССР

## Память
- Бюст К. Ф. Шкарубы, в числе 53-х лётчиков-североморцев, удостоенных звания Героя Советского Союза, установлен на Аллее героев-авиаторов Северного флота, открытой 29 октября 1968 года на улице Преображенского в посёлке Сафоново ЗАТО город Североморск Мурманской области.
- В посёлке городского типа Михайло-Коцюбинское именем Героя названа улица, в начале которой установлена аннотационная доска; у памятного знака погибшим односельчанам установлена мемориальная доска Героям, уроженцам посёлка.
- Его имя выбито на памятном знаке морякам-североморцам в Киеве.
- В селе Ковпыта Черниговского района Черниговской области на Аллее Героев установлен памятный стенд К. Ф. Шкарубе.